# HTML5
HTML5 (HyperText Markup Language 5) est la dernière révision majeure du HTML (format de données conçu pour représenter les pages web). Cette version a été finalisée le 28 octobre 2014. HTML5 spécifie deux syntaxes d'un modèle abstrait défini en termes de DOM : HTML5 et XHTML5.
Le langage comprend également :
- une couche application avec de nombreuses API ;
- un algorithme afin de pouvoir traiter les documents à la syntaxe non conforme.

Le travail a été repris par le W3C en mars 2007 après avoir été lancé par le WHATWG. Les deux organisations travaillent en parallèle sur le même document afin de maintenir une version unique de la technologie. Le W3C clôt les ajouts de fonctionnalités le 22 mai 2011, annonçant une finalisation de la spécification en 2014, et encourage les développeurs Web à utiliser HTML5 dès ce moment. Fin 2016, la version 5.1 est officiellement publiée et présente plusieurs nouveautés qui doivent faciliter le travail des développeurs d'applications Web.

## Logo
Le 18 janvier 2011, le W3C a introduit un logo pour représenter l'utilisation ou l'intérêt pour HTML5. Contrairement à d'autres badges précédemment émis par le W3C, cela n'implique pas la validité ou la conformité à une certaine norme. Depuis le 1er avril 2011, ce logo est officiel.
Lors de sa présentation initiale au public, le W3C a annoncé le logo HTML5 comme une « identité visuelle à usage général pour un large éventail de technologies Web ouvertes, notamment HTML5, CSS, SVG, WOFF et autres ». Certains défenseurs des normes Web, dont The Web Standards Project, ont critiqué cette définition de HTML5 en tant que terme générique, soulignant le flou de la terminologie et le potentiel de mauvaise communication. Trois jours plus tard, le W3C a répondu aux commentaires de la communauté et a modifié la définition du logo, supprimant l'énumération des technologies associées. Le W3C a ensuite déclaré que le logo « représente HTML5, la pierre angulaire des applications Web modernes ».

## Changements par rapport à HTML 4.X et XHTML 1.X

### Doctype
Tout comme les documents HTML et XHTML, les documents HTML5 nécessitent une déclaration Doctype indiquant la méthode standard de rendu par le navigateur. Dans le cas de HTML5, la déclaration du Doctype n'est pas sensible à la casse et il n'y a plus de référence à une DTD (Document Type Definition, ou Définition de Type de Document, document permettant de décrire un modèle de document SGML ou XML).
Il faut simplement écrire <!DOCTYPE html> au début du document.
Toutefois, pour les documents XML cette déclaration est facultative, le navigateur l'interprétant en mode standard par défaut. Un document utilisant la structure XML (XHTML5) doit être servi avec l'en-tête HTTP Content-Type: application/xhtml+xml.

#### Exemple d'utilisation avec HTML5
```
<!DOCTYPE html>

<
html
 
lang
=
"fr"
>

	
<
head
>

		
<
meta
 
charset
=
"utf-8"
>

		
<
title
>
titre de la page
</
title
>

		
<!-- meta -->

		
<
meta
 
name
=
"description"
 
content
=
""
>

		
<
meta
 
name
=
"author"
 
content
=
""
>

		
<!-- mon icon -->

		
<
link
 
rel
=
"shortcut icon"
 
href
=
"favicon.ico"
>

		
<!-- mon template.css -->

		
<
link
 
rel
=
"stylesheet"
 
href
=
"main.css"
 
media
=
"screen"
>

	
</
head
>

	
<
body
>

		
<
header
>

			
<!-- menu du haut -->

			
<
nav
>

				
<
ul
>

					
<
li
><
a
 
href
=
"mon-url"
 
title
=
"titre-du-lien"
>
nom de mon lien
</
a
></
li
>

					
<
li
><
a
 
href
=
"mon-url"
 
title
=
"titre-du-lien"
>
nom de mon lien
</
a
></
li
>

					
<
li
><
a
 
href
=
"mon-url"
 
title
=
"titre-du-lien"
>
nom de mon lien
</
a
></
li
>

				
</
ul
>

			
</
nav
>

		
</
header
>

		
<!-- contenu de ma page -->

		
<
main
>

			
<!-- article n°1 -->

			
<
article
>

				
<
h1
>
titre de mon article
</
h1
>

				
<
p
>
texte de mon article
</
p
>

				
<
section
>

					
<
h2
>
sous-titre mon article
</
h2
>

					
<
p
>
texte de mon sous-titre
</
p
>

					
<
figure
>

						
<
a
 
href
=
"mon-url"
><
img
 
src
=
"url-de-mon-image"
 
alt
=
"nom-de-mon-image"
></
a
>

					
</
figure
>

				
</
section
>

			
</
article
>

			
<!-- article n°2 -->

			
<
article
>

				
<
h1
>
titre de mon article
</
h1
>

				
<
p
>
texte de mon article
</
p
>

				
<
section
>

					
<
h2
>
sous-titre mon article
</
h2
>

					
<
p
>
texte de mon sous-titre
</
p
>

				
</
section
>

			
</
article
>

		
</
main
>

	
</
body
>

</
html
>

```

### Encodage
Le processus de détection de l'encodage a également été modifié et s'effectue dans l'ordre, la vérification de la présence d'un header HTTP « Content-Type », et ensuite à la détection du BOM en début de fichier.

## Éléments du langage

### XHTML5
Pour les documents XHTML5, l'auteur doit spécifier l'encodage dans le prologue XML, mais aussi le type de contenu : « application/xhtml+xml ». La globalité de la page doit être conforme à la syntaxe XML. De par le caractère extensible du langage XML, il est possible d'ajouter d'autres balises (exemple : <mabalise></mabalise>) ; une telle extension nécessite de déclarer les espaces de noms correspondants, sans quoi la page sera en erreur et le navigateur pourrait ne pas être capable de l'afficher. C’est le mode le plus strict qui impose d'avoir une syntaxe quasi parfaite.
```
<?xml version="1.0" encoding="UTF-8" ?>

<!DOCTYPE html>

<html
 
xmlns=
"http://www.w3.org/1999/xhtml"
 
xml:lang=
"fr"
 
lang=
"fr"
 
dir=
"ltr"
>

  
<head>

    
<title>
Exemple
</title>

  
</head>

  
<body>

    
<!-- Contenu de la page respectant la syntaxe XML. -->

  
</body>

</html>

```

### Nouveaux éléments
- main : définit le contenu principal de la page, il doit être unique dans la page.
- section : définit les sections du document, telles que les chapitres, en-têtes, pieds de page.
- article : partie indépendante du site, comme un commentaire.
- aside : associé à la balise qui le précède.
- header : spécifie une introduction, ou un groupe d'éléments de navigation pour le document.
- footer : définit le pied de page d'un article ou un document. Contient généralement le nom de l'auteur, la date à laquelle le document a été écrit et / ou ses coordonnées.
- nav : définit une section dans la navigation.
- figure : définit des images, des diagrammes, des photos, du code, etc.
- figcaption : légende pour la balise <figure>.
- audio : pour définir un son, comme la musique ou les autres flux audio (streaming).
- video : permet d’insérer un contenu vidéo en streaming.
- track : permet d’insérer un sous-titre (au format WebVTT) à une vidéo affichée avec la balise vidéo.
- embed : définit un contenu incorporé, comme un plug in.
- mark : définit un texte marqué.
- meter : permet d’utiliser les mesures avec un minimum et maximum connus, pour afficher une jauge.
- progress : définit une barre de progression sur le travail en cours d’exécution.
- time : définit une date ou une heure, ou les deux. Cette balise a été abandonnée en octobre 2011 en faveur de la balise data[7] avant d'être réintroduite[8].
- canvas : utilisé pour afficher des éléments graphiques, il faut utiliser un script pour l’animer.
- command : définit un bouton. Cette balise est uniquement supportée par Internet Explorer 9. Il n'est donc pas recommandé de l'utiliser[9],[10][source insuffisante].
- details : précise les détails supplémentaires qui peuvent être masqués ou affichés sur demande.
- keygen : permet de générer une clé (sécurisé).
- output : représente le résultat d’un calcul.
- ruby, rt et rp : annotations ruby.

### Nouveaux attributs
Pour la balise <a> :
- media : permet de spécifier pour quel média ou appareil il est optimisé.
- type : définit le MIME de la cible URL.

Pour la balise <area> :
- hreflang : spécifie la langue de la ressource pointée.
- media : permet de spécifier pour quel média ou appareil il est optimisé.
- rel : indique la relation entre le document courant et l'URL cible.
- type : définit le MIME de la cible URL.

Pour la balise <button> :
- autofocus : indique que le bouton doit avoir le focus pendant le chargement de la page.
- form : spécifie à quel formulaire le bouton appartient.
- formaction : spécifie où envoyer le form-data quand un formulaire est soumis. Remplace l'attribut action du formulaire.
- formenctype : indique comment le form-data doit être encodé avant d’être envoyé à un serveur. Remplace l'attribut enctype du formulaire.
- formmethod : définit comment il faut envoyer le form-data.
- formnovalidate : si présent, indique que le formulaire ne doit pas être validé quand il est envoyé.
- formtarget : spécifie où ouvrir/exécuter l’action.

Pour la balise <fieldset> :
- name : définit le nom du fieldset.
- disabled : désactive le fieldset.
- form : définit le formulaire du fieldset.

Pour la balise <form> :
- autocomplete : autocomplétion.
- novalidate : si présent le formulaire n’est pas validé lorsqu’il est soumis.

Pour la balise <html> :
- manifest : URL de déclaration (manifest) des fichiers pour un usage hors ligne.

Pour la balise <iframe> :
- sandbox : spécifie des restrictions sur le contenu de l'iframe
- seamless : indique que l'iframe doit être parfaitement intégrée dans le document.
- srcdoc : le code HTML du document affiché dans l'iframe.

Pour la balise <input> :
- autocomplete : autocomplétion.
- autofocus : définit le focus lors du chargement de la page.
- form : spécifie à quel formulaire le champ appartient.
- formaction : remplace l'attribut "action" du formulaire. Indique l'URL à laquelle envoyer les données du formulaire.
- formenctype : remplace l'attribut "enctype" du formulaire. Indique comment la forme-données doit être encodé avant d’être envoyé au serveur.
- formmethod : remplace l’attribut "method" du formulaire. Définit la méthode HTTP d'envoi des données à l'URL.
- formnovalidate : remplace l'attribut "novalidate" du formulaire. S'il est présent le champ de saisie ne devrait pas être validé lors de son envoi.
- formtarget : remplace l'attribut "target" du formulaire. Indique la fenêtre cible utilisée lorsque le formulaire est soumis.
- height : définit la hauteur.
- list : désigne un "datalist" contenant des options prédéfinies pour le champ de saisie.
- max : indique la valeur maximale du champ d'entrée.
- min : indique la valeur minimale du champ d'entrée.
- multiple : si présent, l’utilisateur peut entrer plusieurs valeurs.
- pattern : définit un motif.
- placeholder : un conseil pour aider les utilisateurs à remplir le champ de saisie.
- required : indique que la valeur du champ de saisie est nécessaire pour soumettre le formulaire.
- step : indique l’intervalle entre les valeurs.
- nouveaux types :
  - datetime
  - datetime-local
  - date
  - month
  - week
  - time
  - tel
  - number
  - range
  - email
  - url
  - search
  - color

Pour la balise <link> :
- sizes : définit la taille, hauteur et largeur.

Pour la balise <menu> :
- label : label visible du menu.
- type : définit le type de menu à afficher. La valeur par défaut est « list ».

Pour la balise <meta> :
- charset : définit la table de caractères pour l'encodage de la page.

Pour la balise <ol></ol> :
- reversed : si présent, change l’ordre d’affichage.

Pour la balise <script> :
- async : définit si le script doit être exécuté de manière asynchrone ou pas.

Pour la balise <select> :
- autofocus : active le focus sur cet élément.
- form : définit un ou plusieurs formulaires pour le "select".

Pour la balise <style> :
- scoped : si présent, le style est appliqué uniquement sur le parent et les fils.

Pour la balise <textarea> :
- autofocus : focus l’élément textarea.
- dirname : indique le nom du textarea.
- form : définit une ou plusieurs formulaires pour le textarea.
- maxlength : nombre maximum de caractères.
- placeholder : définit une astuce pour aider l’utilisateur.
- required : indique que la valeur du champ de saisie est nécessaire.
- wrap : définit comment le texte est affiché dans le textarea.

Ainsi que les attributs globaux qui s'appliquent à toutes les balises :
- contenteditable
- contextmenu
- data-*
- draggable
- hidden
- on* (gestionnaires d'évènements)
- spellcheck

### Connexion et distribution P2P
- HTML5[11],[12],[13],[14],[15] se voit doté de la capacité de réaliser des connexions entre utilisateurs PeerToPeerConnection(), et également grâce aux WebSockets.

### Changements dans les éléments et attributs
Les éléments basefont, big, center, font, strike,
tt et u sont supprimés car leur fonction était purement visuelle, ce qui est le rôle de CSS. Les éléments frame, frameset et noframes ont été supprimés car ils étaient déjà désuets et créaient des problèmes d'accessibilité et d'utilisation pour l'utilisateur final.
Les éléments suivants sont aussi supprimés :
- acronym qui créait beaucoup de confusion ;
- applet remplacé par object ;
- isindex remplacé par l'utilisation des contrôleurs de formes ;
- dir obsolète et remplacé par ul.

Enfin, noscript n'est fourni que dans la version HTML, il n'est pas inclus dans la version XML.

### Obsolescence d'attributs
Sur la balise a
- charset
- coords
- name (préférer l'attribut id)
- methods
- rev
- shape
- urn

Sur la balise area
- nohref

Sur la balise embed
- name (préférer l'attribut id)

Sur la balise form
- accept

Sur la balise head
- profile
- nohref

Sur la balise html
- version

Sur la balise iframe
- longdesc

Sur la balise input
- ismap
- usemap

Sur la balise img
- longdesc
- lowsrc
- name (préférer l'attribut id)

Sur la balise link
- charset
- methods
- rev
- target
- urn

Sur la balise meta
- scheme

Sur la balise object
- archive
- classid
- code
- codebase
- codetype
- declare
- standby

Sur la balise option
- name (préférer l'attribut id)

Sur la balise param
- type
- valuetype

Sur la balise script
- event
- for
- language

Sur la balise table
- datapagesize
- summary

Sur la balise td
- axis
- scope

Sur la balise th
- axis

### API

Avancées de la spécification HTML5 et des API associées.

HTML5 introduit plusieurs nouvelles API qui peuvent aider à créer des applications web et qui peuvent être utilisées ensemble, proposant de nouveaux éléments introduits pour les applications, et notamment :
- dessin 2D utilisée avec la nouvelle balise canvas,
- jouer des vidéos et des sons/musiques utilisée avec les nouvelles balises vidéo et audio,
- applications hors-lignes,
- édition en combinaison avec le nouvel attribut dit contenteditable,
- glisser-déposer en combinaison avec l'attribut dit draggable,
- accès à l'historique de navigation et aux pages d'ajouter cette fonction d'historique de navigation, afin de prévenir les problèmes du bouton retour-en-arrière.

De plus, des API tierces viennent s'intégrer à ce standard, telles que WebGL du Khronos Group permettant d'ajouter aux pages du contenu 3D.

## Controverses
Vers la fin de l'année 2012, une campagne menée par plusieurs associations de défense des libertés numériques, dont la Free Software Foundation, a tenté d'attirer l'attention sur l'inclusion de verrous numériques (DRM) dans la norme HTML5.
Le 18 septembre 2017, le W3C a normalisé les extensions pour médias chiffrés (Encrypted Media Extensions) en justifiant qu'elles « améliorent l'interopérabilité, la protection de la vie privée, la sécurité, l'accessibilité et l'expérience utilisateur lors du visionnage de films et télévision sur le Web ».